# Jody Gage
Pour les articles homonymes, voir Gage.
Temple de la renommée LAH : 2006
Jody Gage (né le 29 novembre 1959 à Toronto dans la province de l'Ontario au Canada) est un ancien joueur professionnel canadien de hockey sur glace qui évoluait au poste d'ailier droit.

## Carrière
Gage a débuté au sein de l'équipe junior Fincups de Saint Catharines dans l'Ontario Hockey Association en 1976. Après avoir joué ensuite avec les Fincups de Hamilton et les Rangers de Kitchener, il a été choisi en 45e position du repêchage d'entrée dans la LNH 1979 par les Red Wings de Détroit.
Avant de faire ses débuts dans la Ligue nationale de hockey, il fait ses classes lors de la saison 1979-1980 avec les Wings de Kalamazoo de la Ligue internationale de hockey et avec les Red Wings de l'Adirondack en Ligue américaine de hockey. Lors de ses débuts en LAH le 11 octobre 1979, Gage marque quatre buts lors d'une victoire 8-3 contre les Bears de Hershey.
Bien que jouant quelques matchs en LNH avec Detroit entre 1980 et 1983, il passe l'essentiel de sa carrière à jouer en LAH pour l'Adirondack avec qui il remporte une coupe Calder lors de la saison 1980-81.
En 1985, Gage signe comme agent libre avec les Sabres de Buffalo qui l'envoient aussitôt dans leur club-école, les Americans de Rochester où il va devenir une figure de l'histoire de l'équipe. Ses débuts avec Rochester ressemblent à ses débuts en LAH, marquant quatre buts lors d'une victoire contre Hershey.
Au cours des dix saisons passées à Rochester, il devient le détenteur de quatre records de la franchise: plus grand nombre de matchs joués (653), de points (728), de buts (351) et d'aides (377). Gage remporte le trophée Les-Cunningham en 1988 après  une saison de 60 buts (il n'est que le deuxième joueur de l'histoire de la LAH à avoir réussi ce score). Il rentre dans l'histoire de la LAH en devenant le troisième joueur à marquer 1000 points, le cinquième à jouer 1000 matchs et à intégrer la liste des joueurs avec plus de 500 buts. Gage remporte sa seconde coupe Calder en 1987 avec rochester, et participe à trois autres finales, perdues celles-ci, en 1990, 1991 et 1993.
Gage, surnommé "Mr. Amerk", prend sa retraite pendant la saison 1995-1996 avec des statistiques impressionnantes en LAH : 504 buts (dont sept saisons de plus de 40 buts), 1048 points, et 51 buts en séries éliminatoires. En 68 match de LNH avec Detroit et Buffalo, il totalise 14 buts et 15 aides
Immédiatement après sa retraite, Gage accepte un poste de directeur général adjoint de la franchise et participe ainsi à la conquête de la coupe Calder en 1996 contre les Pirates de Portland. Gage est ensuite nommé directeur général des Americans à l'orée de la saison 1996-97.
Lors de la 2005-2006, il a l'honneur de faire partie des sept personnalités à être intronisées lors de l'inauguration du temple de la renommée de la LAH.

## Statistiques
Pour les significations des abréviations, voir Statistiques du hockey sur glace.
| Saison     | Équipe                      | Ligue      |       | Saison régulière | Saison régulière | Saison régulière | Saison régulière | Saison régulière |    | Séries éliminatoires | Séries éliminatoires | Séries éliminatoires | Séries éliminatoires | Séries éliminatoires |
| Saison     | Équipe                      | Ligue      | PJ    | B                | A                | Pts              | Pun              | PJ               | B  | A                    | Pts                  | Pun                  |                      |                      |
| 1976-1977  | Fincups de Saint Catharines | AHO        | 47    | 13               | 20               | 33               | 2                | -                | -  | -                    | -                    | -                    |                      |                      |
| 1977-1978  | Fincups de Hamilton         | AHO        | 32    | 15               | 18               | 33               | 19               | -                | -  | -                    | -                    | -                    |                      |                      |
| 1977-1978  | Rangers de Kitchener        | AHO        | 36    | 17               | 27               | 44               | 21               | -                | -  | -                    | -                    | -                    |                      |                      |
| 1978-1979  | Rangers de Kitchener        | AHO        | 59    | 46               | 43               | 89               | 40               | -                | -  | -                    | -                    | -                    |                      |                      |
| 1979-1980  | Wings de Kalamazoo          | LIH        | 14    | 17               | 12               | 29               | 0                | -                | -  | -                    | -                    | -                    |                      |                      |
| 1979-1980  | Red Wings de l'Adirondack   | LAH        | 63    | 25               | 21               | 46               | 15               | 5                | 2  | 1                    | 3                    | 0                    |                      |                      |
| 1980-1981  | Red Wings d'Adirondack      | LAH        | 59    | 17               | 31               | 48               | 44               | 17               | 9  | 6                    | 15                   | 12                   |                      |                      |
| 1980-1981  | Red Wings de Détroit        | LNH        | 16    | 2                | 2                | 4                | 22               | -                | -  | -                    | -                    | -                    |                      |                      |
| 1981-1982  | Red Wings de l'Adirondack   | LAH        | 47    | 21               | 20               | 41               | 21               | -                | -  | -                    | -                    | -                    |                      |                      |
| 1981-1982  | Red Wings de Détroit        | LNH        | 31    | 9                | 10               | 19               | 2                | -                | -  | -                    | -                    | -                    |                      |                      |
| 1982-1983  | Red Wings de l'Adirondack   | LAH        | 65    | 23               | 30               | 53               | 33               | 6                | 1  | 5                    | 6                    | 8                    |                      |                      |
| 1983-1984  | Red Wings de l'Adirondack   | LAH        | 73    | 40               | 32               | 72               | 32               | 6                | 3  | 4                    | 7                    | 2                    |                      |                      |
| 1983-1984  | Red Wings de Détroit        | LNH        | 3     | 0                | 0                | 0                | 0                | -                | -  | -                    | -                    | -                    |                      |                      |
| 1984-1985  | Red Wings de l'Adirondack   | LAH        | 78    | 27               | 33               | 60               | 55               | -                | -  | -                    | -                    | -                    |                      |                      |
| 1985-1986  | Americans de Rochester      | LAH        | 73    | 42               | 57               | 99               | 56               | -                | -  | -                    | -                    | -                    |                      |                      |
| 1985-1986  | Sabres de Buffalo           | LNH        | 7     | 3                | 2                | 5                | 0                | -                | -  | -                    | -                    | -                    |                      |                      |
| 1986-1987  | Americans de Rochester      | LAH        | 70    | 26               | 39               | 65               | 60               | 17               | 14 | 5                    | 19                   | 24                   |                      |                      |
| 1987-1988  | Americans de Rochester      | LAH        | 76    | 60               | 44               | 104              | 46               | 5                | 2  | 5                    | 7                    | 10                   |                      |                      |
| 1987-1988  | Sabres de Buffalo           | LNH        | 2     | 0                | 0                | 0                | 0                | -                | -  | -                    | -                    | -                    |                      |                      |
| 1988-1989  | Americans de Rochester      | LAH        | 65    | 31               | 38               | 69               | 50               | -                | -  | -                    | -                    | -                    |                      |                      |
| 1989-1990  | Americans de Rochester      | LAH        | 75    | 45               | 38               | 83               | 42               | 17               | 4  | 6                    | 10                   | 12                   |                      |                      |
| 1990-1991  | Americans de Rochester      | LAH        | 73    | 42               | 43               | 85               | 34               | 15               | 6  | 10                   | 16                   | 14                   |                      |                      |
| 1991-1992  | Americans de Rochester      | LAH        | 67    | 40               | 40               | 80               | 54               | 16               | 5  | 9                    | 14                   | 10                   |                      |                      |
| 1991-1992  | Sabres de Buffalo           | LNH        | 9     | 0                | 1                | 1                | 2                | -                | -  | -                    | -                    | -                    |                      |                      |
| 1992-1993  | Americans de Rochester      | LAH        | 71    | 40               | 40               | 80               | 76               | 9                | 5  | 8                    | 13                   | 2                    |                      |                      |
| 1993-1994  | Americans de Rochester      | LAH        | 44    | 18               | 21               | 39               | 57               | -                | -  | -                    | -                    | -                    |                      |                      |
| 1994-1995  | Americans de Rochester      | LAH        | 23    | 4                | 5                | 9                | 20               | 2                | 0  | 0                    | 0                    | 0                    |                      |                      |
| 1995-1996  | Americans de Rochester      | LAH        | 16    | 3                | 12               | 15               | 20               | -                | -  | -                    | -                    | -                    |                      |                      |
| Totaux LAH | Totaux LAH                  | Totaux LAH | 1 106 | 518              | 559              | 1 077            | 741              | 115              | 51 | 59                   | 110                  | 94                   |                      |                      |
| Totaux LNH | Totaux LNH                  | Totaux LNH | 68    | 14               | 15               | 29               | 26               | -                | -  | -                    | -                    | -                    |                      |                      |

## Transactions en carrière
- 31 juillet 1985 : signe comme agent-libre avec les Sabres de Buffalo.